# Exodesis vaterfieldi
Exodesis vaterfieldi är en fjärilsart som beskrevs av George Francis Hampson 1919. Exodesis vaterfieldi ingår i släktet Exodesis och familjen mott. Inga underarter finns listade i Catalogue of Life.